# Turnul Bărbierilor din Sibiu
Turnul Bărbierilor din Sibiu este un turn construit în secolul al XIV-lea, aproximativ între anii 1330-1366, în orașul Sibiu și care făcea partea din cea de-a treia centură de fortificații a orașului. Este situat la intersecția străzilor Manejului cu Funarilor. Actuala clădire este de fapt o pereche de arce de legătură între zidul orașului și zidul fostei Mănăstiri Dominicane (mai târziu a Ursulinelor). Turnul inițial era situat în exteriorul zidului de apărare. Astăzi ruinele acestui turn pot fi văzute din incinta Grădinii Mănăstirii, curtea interioară a Bisericii și Mănăstirii Ursulinelor.